# Kontrola celna
Kontrola celna – oznacza określone czynności wykonywane przez organy celne w celu zapewnienia zgodności z przepisami prawa celnego oraz innymi przepisami regulującymi wprowadzanie, wyprowadzanie, tranzyt, przemieszczanie, składowanie i końcowe przeznaczenie towarów przemieszczanych między obszarem celnym a terytoriami spoza tego obszaru.